# Dmitrij Polanski (bokser)
Dmitrij Michajłowicz Polanski (ros. Дмитрий Михайлович Полянский; ur. 20 kwietnia 1989) – rosyjski bokser, srebrny medalista Mistrzostw Europy 2011 w Ankarze w kategorii piórkowej, mistrz Rosji z roku 2010, 2012, 2014 oraz wicemistrz z roku 2011. W sezonie 2013/2014 reprezentował drużynę Russian Boxing Team w rozgrywkach WSB.

## Kariera
W czerwcu 2011 zdobył srebrny medal na Mistrzostwach Europy 2011 w Ankarze. W 1/16 finału pokonał na punkty (20:10) reprezentanta Francji Oualida Belaouara, w 1/8 finału pokonał reprezentanta Armenii Howhannesa Bachowa, wygrywając z nim na punkty (23:10). W ćwierćfinale pokonał na punkty (13:12) Irlandczyka Johna Nevina, zapewniając sobie miejsce na podium w kategorii piórkowej. W walce półfinałowej wyeliminował reprezentanta Turcji Furkana Memişa, a w finale doznał porażki, przegrywając na punkty (14:16) z reprezentantem Mołdawii Veaceslavem Gojanem.
W czerwcu 2013 zdobył brązowy medal na Mistrzostwach Europy 2013 w Mińsku. W 1/8 finału pokonał na punkty (3:0) Słoweńca Gregora Debeljaka, awansując do ćwierćfinału. W ćwierćfinale pokonał na punkty (3:0) reprezentanta Azerbejdżanu Elvina Isayeva, zapewniając sobie miejsce na podium w kategorii lekkiej. W półfinale przegrał na punkty (1:2) z Ukraińcem Pawłem Iszczenką. W październiku tego samego roku uczestniczył w mistrzostwach świata, dochodząc do 1/16 finału.